# Manjaurträsket
Manjaurträsket är en sjö i Vindelns kommun i Västerbotten och ingår i Umeälvens huvudavrinningsområde. Sjön har en area på 3,73 kvadratkilometer och ligger 215 meter över havet. Sjön avvattnas av vattendraget Åman.

## Delavrinningsområde
Manjaurträsket ingår i det delavrinningsområde (718401-166755) som SMHI kallar för Utloppet av Manjaurträsket. Medelhöjden är 254 meter över havet och ytan är 32,71 kvadratkilometer. Räknas de 42 avrinningsområdena uppströms in blir den ackumulerade arean 497,81 kvadratkilometer. Åman som avvattnar avrinningsområdet har biflödesordning 3, vilket innebär att vattnet flödar genom totalt 3 vattendrag innan det når havet efter 168 kilometer. Avrinningsområdet består mestadels av skog (72 procent). Avrinningsområdet har 3,95 kvadratkilometer vattenytor vilket ger det en sjöprocent på 12,1 procent.